# 林維爾鎮區 (北卡羅萊納州埃弗里縣)
林維爾鎮區（英語：Linville Township）是位於美國北卡羅萊納州埃弗里縣的一個鎮區。

## 地方資料
林維爾鎮區的面積為44.02平方千米，皆為陸地。根據2020年美國人口普查的數據，當地共有人口736人，而人口密度為每平方千米16.72人。